# Альвастра (монастырь)
Альвастра (швед. Alvastra kloster) — старейший из шведских монастырей, об основании которых имеются достоверные сведения. Руины монастыря расположены у южного подножия горы Омберг в современной коммуне Эдесхёг (швед. Ödeshög) в лене Эстергётланд, у берега озера Веттерн.

## История

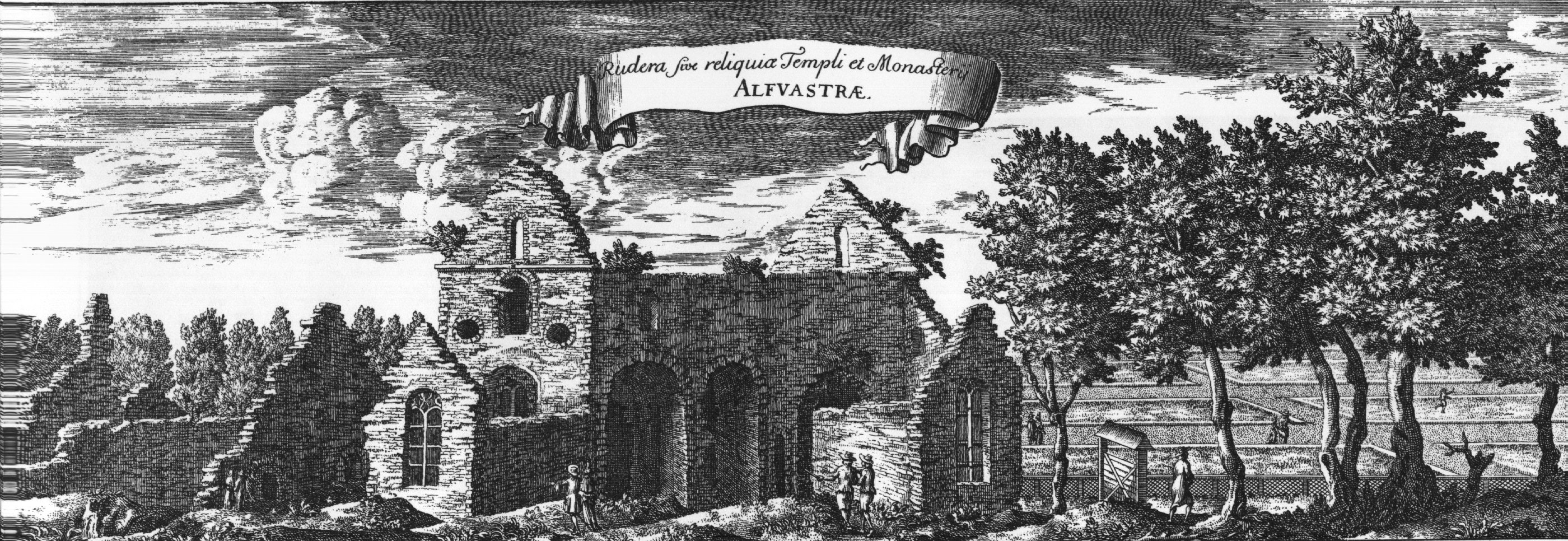
Монастырь Альвастра, ок. 1700

Согласно монастырским хроникам, король Сверкер I (ум. 1155/1156) и его супруга Ульфхильда пригласили в Швецию монахов из недавно основанного цистерцианского монастыря в Клерво, аббатом которого был ставший впоследствии святым Бернард Клервоский. Для нескольких монахов на земле, принадлежавшей королеве, был возведён монастырь. Остальные монахи поселились на о. Лурён, что на оз. Венерн, однако вскоре перебрались оттуда в Варнхем.
После кончины короля и королевы их останки были захоронены в Альвастре. Многие стурманы делали значительные земельные пожертвования монастырю, чтобы после смерти быть погребёнными в его стенах. Альвастрский монастырь не мог сравниться по богатству с Вадстенским или Нюдальским монастырями, однако во время Реформации в его собственности находилось 400-500 дворов, а также немалые земельные владения.
Короли из рода Сверкера — Карл Сверкерссон, Сверкер Карлссон и Юхан Сверкерссон — сохранили благорасположение к монастырю, и их прах также упокоился в этом месте. Во времена Фолькунгов благодаря увеличившемуся числу дарений и скупке монастырём дворов, его благосостояние значительно выросло. В 1279 году король Магнус Ладулос даровал обители освобождение от всех повинностей короне, а вскоре, после того как папа Бонифаций VIII освободил в 1302 году цистерцианцев от налогов в пользу церкви, было снижено и налоговое бремя.
Аббаты монастыря пользовалось большим уважением, поскольку в их ведении были все прочие монастыри ордена в стране. В течение XV века через руки альвастрских аббатов проходила ежегодная подать, взимавшаяся с его дочерних монастырей. Несколько раз им случалось вступать в конфликт со светской властью. Так, например, в 1417 году аббат Юханнес был обвинён в том, что в письме скарскому епископу сравнил короля Эрика с императором Нероном, однако настоятель отрицал обвинение. В другой раз регент Сванте Стуре привлёк альвастрского аббата к суду за то, что монастырь неправедным образом присвоил себе несколько усадеб.
Влиянию монастыря способствовало и то, что в нём постриглось в монахи несколько известных лиц. Из Алвастры были первый архиепископ Швеции Стефанус и духовник святой Биргитты Петрус Олаи. Здесь же в 1344 году умер муж Биргитты Ульф Гудманссон. 
Сохранившиеся руины монастырской церкви свидетельствуют о том, что она была возведена из известняка в позднероманском стиле в соответствии с канонами цистерцианских церквей.
После Вестеросского риксдага 1527 года аббат монастыря Торкиль согласился ежегодно выплачивать королю 100 марок эртугов в обмен на освобождение от постоя и тому подобных повинностей. Но узнав о том, что монастырь плохо управляется, а Торкиль хочет сложить с себя свои полномочия, король в 1529 году отдал монастырь Нильсу Свенссону с условием ежегодной выплаты ренты в 100 марок, поставки некоторого количества масла и предоставления достойного содержания монахам. 
Постепенно большинство монастырских зданий пришло в упадок. Юхан III, желавший устроить в Альвастре для себя и своего больного брата Магнуса что-то вроде летнего замка, высказал своё неудовольствие графу Перу Браге за то, что тот приказал выломать кирпичи из стен монастыря для возведения построек на Висингсё. Он запретил дальнейший разбор зданий, а также распорядился о приведении в порядок монастырской церкви и поддержании сада в ухоженном виде. Однако эти, так же как и многие другие планы короля, так никогда и не были осуществлены.

## Современное состояние
Руины Альвастрского монастыря в настоящее время находятся в ведении управления по охране памятников культуры (швед. Riksantikvarieämbetet) и являются популярной туристической достопримечательностью.